# Охана, Эли
Эли Охана (ивр. אלי אוחנה‎; 1 февраля 1964, Иерусалим) — израильский футболист, футбольный тренер, администратор и комментатор. Четырёхкратный чемпион Израиля (1987, 1993, 1997, 1998), чемпион Бельгии (1989), обладатель Кубка обладателей кубков и Суперкубка УЕФА (1988) в составе клуба «Мехелен». Лауреат награды «Браво», присуждаемой лучшему молодому игроку Европы; трижды (1984, 1993, 1997) признавался лучшим игроком чемпионата Израиля и один раз (2007) лучшим тренером.

## Игровая карьера
Эли Охана был восьмым, младшим ребёнком в семье восточных евреев из Марокко, придерживавшихся иудейской традиции. В 11 лет начал играть в детской команде иерусалимского клуба «Бейтар» и уже в 13 лет попал во взрослую команду. Отец Эли поначалу возражал против увлечения сына, но по просьбе старшего брата, Йосси, согласился, чтобы тот продолжал играть, если будет посещать синагогу по субботам перед играми. В 1984 году Эли был признан лучшим игроком Израиля, в 1985 и 1986 годах дважды завоёвывал с командой Кубок Израиля, а в сезоне 1986/87 сыграл важную роль в первом в её истории выигрыше национального чемпионата.
После победы в чемпионате Израиля Оханой заинтересовались зарубежные клубы, и он подписал контракт с бельгийской командой «Мехелен», только что завоевавшей Кубок Бельгии. «Мехелен» был допущен к участию в Кубке обладателей кубков и неожиданно выиграл этот престижный трофей. В финале против амстердамского «Аякса» Охана сделал передачу, закончившуюся единственным в этом матче голом. Он также забил гол в полуфинальном матче с итальянской «Аталантой». По итогам европейского клубного сезона Охана был удостоен приза «Браво», присуждаемого журналом «Guerin Sportivo» лучшему молодому (до 23 лет) футболисту Европы. Позже в том же году Охана в составе «Мехелена» выиграл и Суперкубок УЕФА: его команда по сумме двух встреч победила обладателей Кубка чемпионов, нидерландский ПСВ. В следующем году «Мехелен» с Оханой выиграл первый чемпионский титул за последние 40 лет.
Популярности Оханы способствовал эпизод отборочной игры чемпионата мира в 1990 году. Перед матчем Австралия — Израиль тренер австралийцев позволил себе несколько антисемитских высказываний. Во время матча Охана, забивший красивый гол в ворота австралийцев, демонстративно подбежал к скамейке запасных соперника, жестами показывая на звезду Давида на своей футболке. Сборная Израиля добилась ничьей на поле соперника и завоевала право на участие в стыковых матчах со сборной Колумбии. Позже в 1990 году Охана оказался участником скандала. Он и ещё двое ведущих игроков сборной (Ронни Розенталь, Шалом Тиква) отказались выйти на поле в товарищеском матче со сборной СССР, так как им не была оформлена страховка. Все они были отстранены от дальнейших игр за сборную; с Оханы наказание было снято через три года.
В 1990 году Охана перешёл в португальский клуб «Брага», но вскоре вернулся в «Бейтар», к тому моменту вылетевший в Лигу арцит, тогда второй дивизион чемпионата Израиля. При участии Оханы «Бейтар» безоговорочно выиграл чемпионат Лиги арцит в 1992 году, а уже год спустя первенствовал и в чемпионате первого дивизиона. Охана был признан лучшим игроком 1993 года. Затем, в сезоне 1996/97 он завоевал «золото» национального первенства уже как капитан «Бейтара» и вновь был признан лучшим игроком года. Вскоре после начала следующего сезона он получил травму, положившую преждевременный конец его игровой карьере.
В 2009 году Охана был назван третьим в списке лучших футболистов в истории Израиля и стал членом Зала футбольной славы Израиля.

## Тренерская и административная карьера
После короткого периода в роли помощника тренера, а затем тренера «Бейтара», Охана возглавил тель-авивский клуб «Бней-Иегуда». Его тренерский дебют оказался неудачным, и команда покинула высший дивизион, но после короткого периода в «Маккаби» (Петах-Тиква) Охана вернулся в «Бней Иегуду» и сумел снова вывести команду в Премьер-лигу.
В мае 2003 года Охана вернулся в иерусалимский «Бейтар» в качестве главного тренера. Команда переживала трудные финансовые времена, и её состав базировался на молодых игроках; в итоге «Бейтар» завершил сезон в нижней половине таблицы. Следующий сезон команда завершила уже на четвёртом месте, а в 2005 году её приобрёл израильский миллиардер, выходец из СССР Аркадий Гайдамак, строивший на её счёт амбициозные планы. Вскоре Охана заявил об уходе из клуба и подписал контракт с командой «Хапоэль» (Кфар-Сава), обосновавшейся на самом дне турнирной таблицы и казавшейся явным претендентом на вылет. После прихода Оханы команда заиграла увереннее и сумела остаться в Премьер-лиге ещё на сезон, а сам Охана был признан тренером года. Тем не менее год спустя «Хапоэль» всё же покинул высший дивизион, после чего Охане было предложено возглавить юношескую сборную страны. С этой командой он завоевал бронзовые медали Маккабиады 2009 года.
Когда в 2010 году уволился со своего поста тренер сборной Израиля Дрор Каштан, Охана, в это время тренировавший молодёжную (до 19 лет) сборную, стал временным тренером национальной команды. Под его руководством израильтяне выиграли со счётом 2:0 гостевую товарищескую встречу со сборной Румынии, но руководство федерации, искавшего на роль главного тренера сборной иностранного специалиста, не предложило Охане постоянного контракта. Молодёжную сборную он продолжал тренировать до 2016 года, когда ушёл в отставку из-за финансового спора с федерацией.
В 2017 году подписал пятилетний контракт с иерусалимским «Бейтаром». В рамках контракта бывший футболист клуба становился его главным администратором и профессиональным менеджером. По истечении пяти лет покинул пост в «Бейтаре» и вернулся к карьере комментатора на спортивном телеканале.

## Достижения

### Командные
Бейтар (Иерусалим)
- Чемпион Израиля (4): 1986/87, 1992/93, 1996/97, 1997/98
- Обладатель Кубка Израиля (2): 1984/85, 1985/86
- Обладатель Кубка Тото: 1997/98
- Обладатель Суперкубка Израиля: 1986

Мехелен
- Чемпион Бельгии: 1988/89
- Обладатель Кубка обладателей кубков: 1987/88
- Обладатель Суперкубка Европы: 1988

### Личные
- Обладатель трофея Браво: 1988
- Футболист года в Израиле (2): 1984, 1997